# New River, Arizona
New River är en ort (CDP) i Maricopa County, i delstaten Arizona, USA. Enligt United States Census Bureau har orten en folkmängd på 14 952 invånare (2010) och en landarea på 144 km².